# Liste der Ministerien in Irland
Die Ministerien in Irland gehören zur Exekutive der Regierung von Irland. Die Regierung hat ihren Sitz in Dublin.

## Liste
| Ministerium                                                           | Foto | Gründung |
| --------------------------------------------------------------------- | ---- | -------- |
| Büro des Taoiseach (Regierungschef)                                   |      | 1924     |
| Ministerium für Landwirtschaft, Ernährung und die Marine              |      | 1919     |
| Ministerium der Verteidigung                                          |      | 1919     |
| Ministerium der Finanzen                                              |      | 1919     |
| Ministerium für auswärtige Angelegenheiten                            |      | 1919     |
| Ministerium für Unternehmen, Handel und Beschäftigung                 |      | 1919     |
| Ministerium für Wohnungswesen, Kommunalverwaltung und Kulturerbe      |      | 1919     |
| Ministerium der Justiz und für Gleichstellung                         |      | 1919     |
| Ministerium für Bildung                                               |      | 1921     |
| Ministerium für Umwelt, Klima und Kommunikation                       |      | 1921     |
| Ministerium der Gesundheit                                            |      | 1947     |
| Ministerium für Soziales                                              |      | 1947     |
| Ministerium für Kinder, Behinderung, Integration und Jugend           |      | 1956     |
| Ministerium für Verkehr                                               |      | 1973     |
| Ministerium für Tourismus, Kultur, Kunst, Gaeltacht, Sport und Medien |      | 1977     |
| Ministerium für öffentliche Ausgaben und Reformen                     |      | 2011     |
| Ministerium für ländliche und kommunale Entwicklung                   |      | 2017     |
| Ministerium für Weiterbildung, Forschung, Innovation und Wissenschaft |      | 2020     |